# Попово-Село
45°19′ пн. ш. 15°15′ сх. д. / 45.31° пн. ш. 15.25° сх. д.
Попово-Село (хорв. Popovo Selo) — населений пункт у Хорватії, у Карловацькій жупанії у складі міста Огулин.

## Населення
Населення за даними перепису 2011 року становило 46 осіб.
Динаміка чисельності населення поселення: